# معهد بيتسبرغ للملاحة الجوية
معهد بيتسبرغ للملاحة الجوية المعروف بالصناعات التقنية بمجال الطيران (PIA) في مطار مقاطعة أليغني جنوب مدينة بيتسبيرج - بنسلفانيا. تقدم PIA درجة الزمالة في التكنولوجيا المتخصصة (AST) في تكنولوجيا صيانة الطيران وتكنولوجيا الطيران الإلكتروني وبرامج الدبلوم في تكنولوجيا صيانة الطيران.

## فروع المعهد
يضم معهد بيتسبرغ للملاحة الجوية ثلاثة فروع جامعية:
- مطار يانغستناون-وارين الإقليمي في أوهايو.
- مطار هاجرزتاون الإقليمي في هاغرستاون بولاية ماريلاند.
- مطار ميرتل بيتش الدولي جنوب كارولينا.

## التاريخ
تأسس معهد بيتسبرغ للملاحة الجوية في عام 1929 وبدأت عروض برنامج PIA قصير المدى في عام 1995.